# Tetjana Holowtschenko
Tetjana Iwaniwna Holowtschenko (ukrainisch Тетяна Іванівна Головченко, engl. Transkription Tetyana Holovchenko; * 13. Februar 1980 in Ochtyrka, Ukrainische SSR) ist eine ukrainische Mittel- und Langstreckenläuferin.

## Leben
2005 wurde sie Achte über 3000 m bei den Halleneuropameisterschaften in Madrid und 2006 Elfte über 3000 m bei den Hallenweltmeisterschaften in Moskau und Zehnte über 1500 m bei den Europameisterschaften in Göteborg.
2007 erreichte sie bei den Weltmeisterschaften in Ōsaka über 1500 m das Halbfinale.
2010 gewann sie bei ihrem Debüt über die 42,195-km-Distanz den Warschau-Marathon.

## Persönliche Bestzeiten
- 800 m: 2:00,81 min, 25. Juli 2004, Kiew
- 1500 m: 4:05,01 min 1. Juni 2006, Bydgoszcz
  - Halle: 4:11,58 min, 11. Februar 2005, Sumy
- 2000 m: 5:48,53 min, 7. Juni 2003, Istanbul
- 3000 m: 8:50,67 min, 22. Mai 2004, Kiew
  - Halle: 8:49,80 min, 29. Januar 2005, Stuttgart
- 5000 m: 15:26,88 min, 7. Juli 2007, Donezk
- 10.000 m: 31:59,98 min, 7. April 2007, Ferrara
- 20-km-Straßenlauf: 1:06:17 h, 1. Mai 2010, Dnipropetrowsk
- Marathon: 2:31:37 h, 26. September 2010, Warschau
- 400 m Hürden: 57,98 min, 3. Juli 2008, Kiew